# Lord Keeper

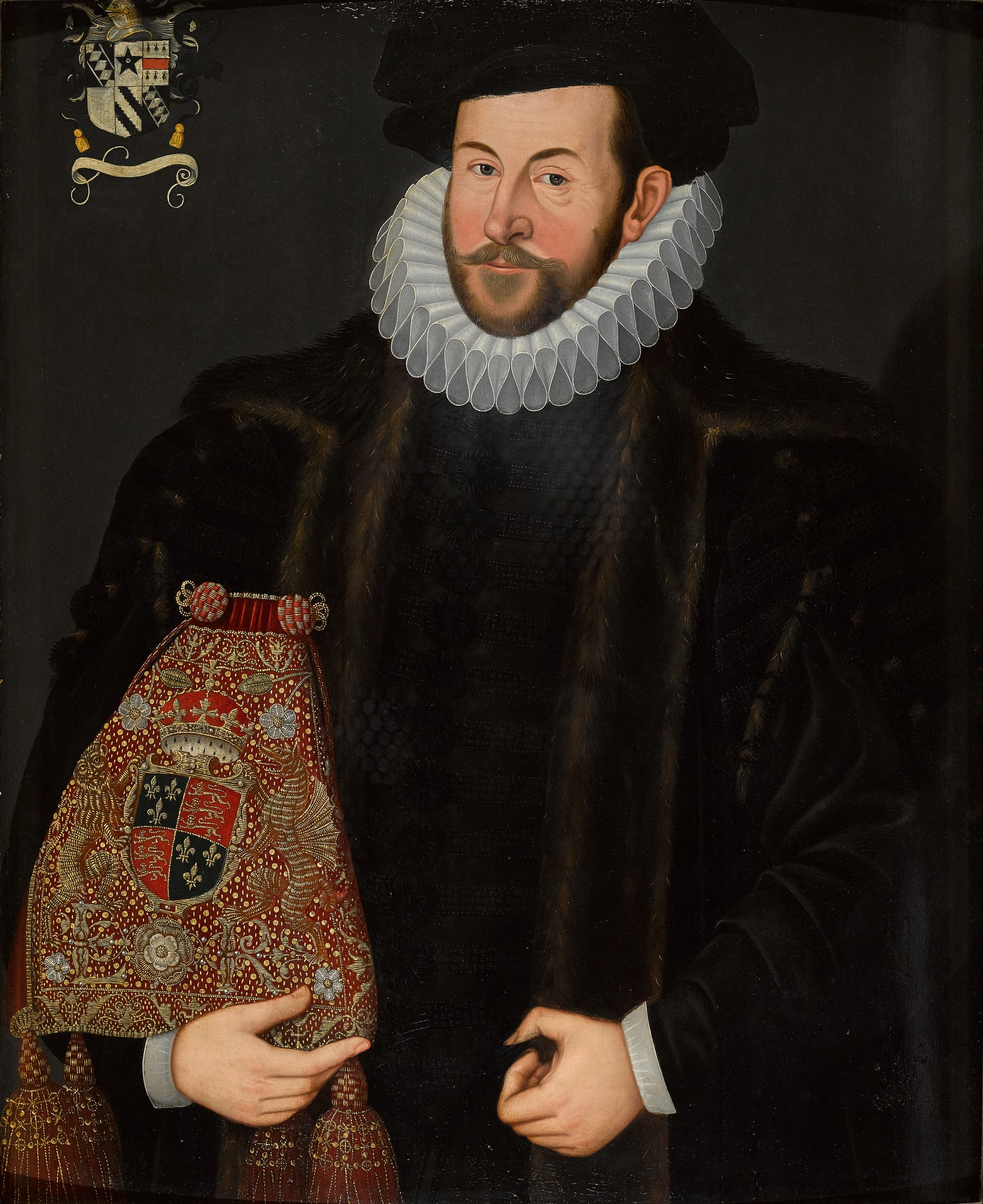
Sir John Puckering, storsigillsbevarare under Elisabeth I:s regering. Han ses hålla i drottningens rikssigill.

Lord Keeper, egentligen Lord Keeper of the Great Seal eller på svenska storsigillbevarare, är ett gammalt och numera indraget engelskt statsämbete. 
Det stora rikssigillet anförtroddes sedan 1000-talet åt en lordkansler, men under dennes frånvaro eller vakans i ämbetet handhades det av dennes ställföreträdare som småningom fick titeln lord keeper. Under drottning Elisabet I av Englands regering förklarades lord keepern vara likställd lordkanslern i fråga om rang och ämbetskompetens. Ofta utnämndes ämbetsinnehavaren sedermera till lordkansler med bibehållande av rikssigillets vård. Sedan 1760 har detta ämbete helt uppgått i lordkanslerns.